# Kulmbach

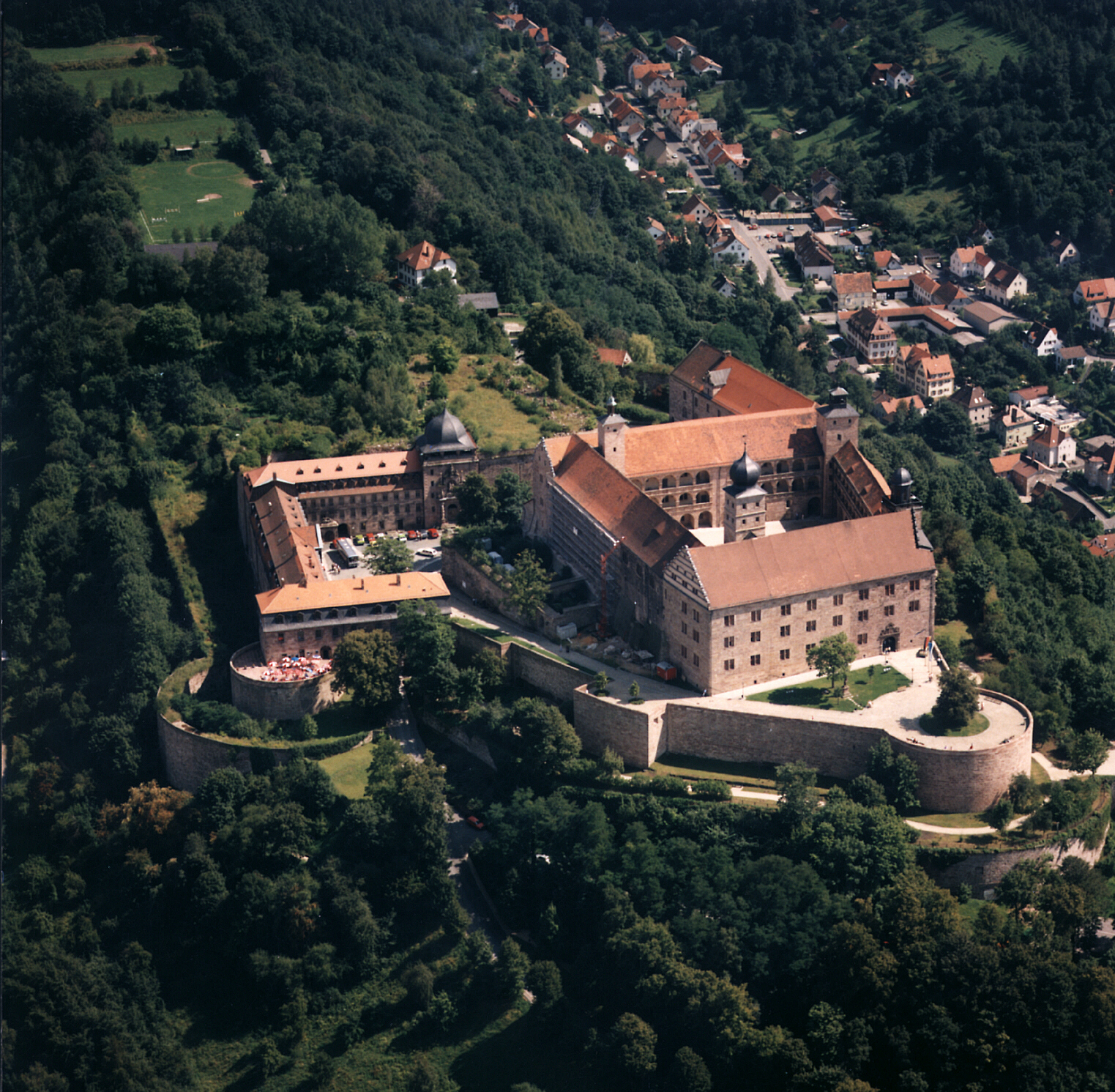
The Plassenburg castle in Kulmbach

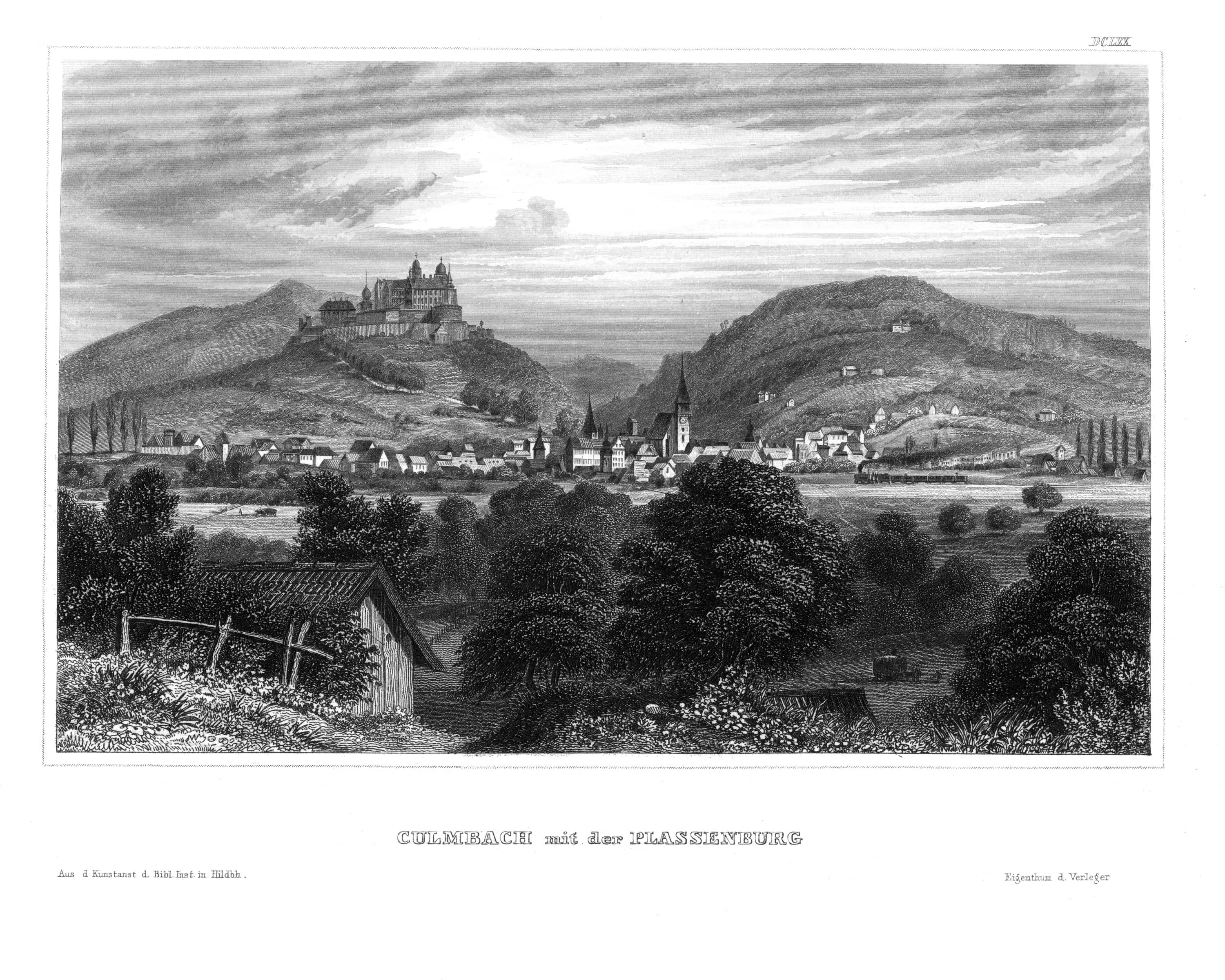

Kulmbach là thủ phủ của huyện Kulmbach bang Bayern nước Đức.

### Thành phố kết nghĩa
- Bursa, Thổ Nhĩ Kỳ
- Kilmarnock, Scotland
- Lüneburg, Đức, Lower-Saxony
- Lugo, Ý
- Rust, Áo
- Saalfeld, Đức, Thuringia